# Aylin Cadîr
Aylin Cadîr (n. 16 decembrie 1985, Constanța) este o cântăreață și actriță turcă din România.
S-a remarcat pe scenă în anul 2002 în cadrul concursului „Alege Asia” în urma căruia a înființat formația Pops alături de Diana Bișinicu, Minola Anthea Szikszay și Tina Geru.
Începând cu 5 martie 2007 a apărut pe Pro TV, în serialul Cu un pas înainte, unde a interpretat rolul pozitiv al unei studente la Academia de Arte a Spectacolului, „pe care lumea din jur nu are cum să nu o iubească”. Personajul întruchipat de ea se numește Elena Crăciun, o adolescentă săracă, dar talentată și extrem de ambițioasă.
În anul 2010 a apărut în telenovela „Iubire și Onoare” sub numele de Aysha, a patra soție a Emirului. A fost luată în căsătorie pentru a-i dărui Emirului mai mulți moștenitori băieți. Este însărcinată și plină de speranța că ea va fi cea care îi va da Emirului moștenitorul dorit.
Aylin Cadîr joacă și în piese de teatru.
Incepand din 2009 cu premiera spectacolului “Lectia” in regia cu Horatiu Malaele la sala Atelier a Teatrului National incepe sa lucreze in principal in teatru. Face roluri precum Maitreyi in “Maitreyi” regia Chris Simion, Anita in muzicalul “West side story” si Kay Clarke si Manda in “Fecioarele noastre grabnic ajutatoare” regia Razvan Mazilu, Marlene in “Dineu cu prosti” regia Ion Caramitru, Margaret/Patricia/ Lisa-Scott in “Incognito” regia Szuszi Kovaci, Lulutza si Aristitza in “Kiritza” regia Gigi Caciuleanu. 
Are un proiect muzical pe nume ‘Aylin and The Lucky Charms”, o trupa cu care imbina in mod armonios standarde de jazz cu piese pop si piese turcesti traditionale. Cel mai recent concert a avut loc la Sala Amfiteatru pe acoperisul TNB si s-a intitulat “Odaliscă”, un concert omagiu al originilor ei turce. 

## Viața personală
În 2011 s-a căsătorit cu Traian Paicu, cu care până la acel moment era împreună de opt ani. Ei au avut două nunți, o cununie musulmană și alta creștină.
Pe 5 septembrie 2015 a dat naștere unui băiețel.

## Discografie
Single-uri
- 2011: Crezi in mine
- 2012: Cloud
- 2013: Chemistry
- 2018: "Dreamer", "Two"

## Filmografie
- Tudo (2016) ca sălbatica[8]

### Dublaje
- Clopoțica și comoara pierdută (2009) .... Clopoțica/Tinker Bell

### Scurtmetraje
- Outrageously Disco (2010)

### Seriale
- Cu un pas înainte (2007-2008) .... Elena Crăciun
- Vine poliția! (2008) .... Ana Popovici
- Iubire și onoare (2010-2011) .... Aysha
- Life on Top (2011) 1 episoade .... Veronica
- Deschide ochii (2015) .... Emilia Sterian

## Teatru
- Forma lucrurilor (The Shape of Things), de Neil Bute[9]
- Maitreyi (2012)-  personajul Maitreyi la vârsta de 16 ani, iar Maitreyi la 60 de ani este jucat de Maia Morgenstern[10], dramatizare și regie de Chris Simion după romanul omonim al lui Mircea Eliade și romanul Dragostea nu moare de Maitreyi Devi.
- Lecția de Eugen Ionescu, în regia lui Horațiu Mălăele[11]
- Incognito de Nick Payne, în regia Zsuzsana Kovacs